# かかみがはらシティマラソン
かかみがはらシティマラソンは、岐阜県各務原市で行われる各務原市等が主催する市民マラソン大会である。
1994年（平成6年）に第1回大会が開催されている。主催は、かかみがはらシティマラソン実行委員会である。毎年3月開催。

## コース
- 岐阜県グリーンスタジアムを発着点とし、木曽川、新境川の堤防、各務原大橋経由で旧・川島町内を走る。
- 第25回大会（2018年3月）では、各務原飛行場開設100周年記念として航空自衛隊岐阜基地が全面協力。同基地の滑走路がコースの一部に組み込まれた[1]。
- 2020年（令和2年）は新型コロナウイルスの影響で中止した[2]。
- 2025年（令和7年）の第32回大会は航空自衛隊岐阜基地の外周路がコースに組み込まれた[3]。

## 概要
- 参加条件として、規定の制限時間内で完走できること（10km=70分、5km=40分、3km・ジョギング=30分）。
- 定員2,000人（うち、ジョギングは1,000人まで）。

### マラソン（10km・5km）
- 参加費:一般3,500円 高校生1,500円
- 各区分で、上位6位までが表彰。
  - 高校生以上29歳以下男子
  - 30・40歳代男子
  - 50歳以上男子
  - 高校生以上39歳以下女子
  - 40歳以上女子

### マラソン（3km）
- 参加費:中学生1,500円
- 各区分で、上位6位までが表彰。
  - 中学生男子
  - 中学生女子

### ジョギング（2.5km）
- 参加費:一般2,000円、高校生1,000円、小・中学生500円、ファミリー（保護者1人と3歳以上小学生未満1人のペア）2,000円
- 仮装特別賞が設定されている。
- 視覚障害者（伴走者を伴うこと、伴走者も申込必要）および車椅子（競技用を除く）走行者も参加可能。